# Next to Me
"Next to Me" é uma canção da banda americana de rock Imagine Dragons. Foi escrito por todos os quatro membros da banda e produzido por Alex da Kid. Foi lançado pela Kidinakorner e Interscope Records em 21 de fevereiro de 2018, como o quarto single do terceiro álbum de estúdio da banda, Evolve. A canção aparece como a primeira faixa em uma re-edição do álbum.

## Antecedentes e lançamento
A banda primeiro brincou com a canção em 14 de fevereiro de 2018, com um tweet que continha a capa que apresentava duas pessoas em um canyon. Continha a seguinte legenda: "21/21 a evolução começa". O single estreou no programa de rádio de Zane Lowe, Beats 1, como o dia de seu lançamento mundial oficial, e foi lançado junto com o anúncio de datas da turnê de verão estendidos.
"Next to Me" foi referido como a primeira canção de amor da banda. Dan Reynolds, vocalista da canção, admitiu que foi uma mudança de tema inesperada na entrevista com Lowe, dizendo: "Sim, eu normalmente não escrevo canções de amor. Eu comecei a escrever quando tinha 13 anos e era uma fonte de uma fuga da escola da depressão de se sentir perdido e nunca foi um romance. Então, para mim, esta é uma das primeiras vezes que eu realmente explorei mergulhar em minha mente e musicalidade e sonoridade de romance." Ele considerou como "algo que todos podem se relacionar", que é o "sentimento de que você vai falhar às vezes em um relacionamento e o verdadeiro valor de um relacionamento é o que acontece então".

## Créditos e pessoal
Créditos adaptados através do Tidal.
Imagine Dragons
- Wayne Sermon – composição
- Dan Reynolds – composição
- Ben McKee – composição
- Daniel Platzman – composição

Músico adicional
- Alex da Kid – composição, produção

Pessoal técnico
- Manny Marroquin – mixagem

## Desempenho nas tabelas musicais
| Tabelas musicais (2018)                                 | Melhor posição |
| ------------------------------------------------------- | -------------- |
| Austrália (ARIA)                                        | 96             |
| Bélgica (Ultratip Bubbling Under de Flandres)           | 1              |
| Canadá (Canadian Hot 100)                               | 68             |
| República Checa (Singles Digitál Top 100)               | 42             |
| Escócia (Scottish Singles Chart)                        | 67             |
| Eslováquia (Singles Digitál Top 100)                    | 36             |
| Estados Unidos (Billboard Bubbling Under Hot 100)       | 10             |
| Estados Unidos (Billboard Hot Rock & Alternative Songs) | 7              |
| Itália (FIMI)                                           | 72             |
| Nova Zelândia Heatseekers (RMNZ)                        | 3              |
| Portugal (AFP)                                          | 90             |
| Reino Unido (UK Singles Chart)                          | 98             |
| Suécia (Sverigetopplistan)                              | 72             |
| Suíça (Schweizer Hitparade)                             | 51             |